# Mariette ou Comment on écrit l'histoire
Mariette ou Comment on écrit l'histoire est une opérette en quatre actes de Sacha Guitry, musique d'Oscar Straus, créée au théâtre Édouard VII le 1er octobre 1928. Elle est adaptée de la comédie en deux actes de Guitry, Comment on écrit l'histoire, créée au théâtre Sarah-Bernhardt en 1920.

## Distribution de la création
- Yvonne Printemps : Mariette
- Renée Senac  : Clémentine
- Jane Montange  : Colette
- Fernande Nyssor : Philomène
- Yvonne Gay  : Clotilde / Henriette
- Clara Dorel  : Léocadie / Émilie
- Marie Rocca  : Anaïs
- Sacha Guitry  : Louis-Napoléon] / un journaliste
- Jean Aquistapace  : Amédée / le roi Jérôme
- Émile Roques  : Ferdinand / M. de Persigny
- Charles Chanot  : Isidore/Honoré
- Émile Remongin  : Gabriel
- Georges Lemaire  : Athanase / un photographe
- Hontarède  : Philibert / Dutillet
- André Métairie  : Sosthène
- Fernand Bonavia  : René

- Mise en scène : Sacha Guitry
- Direction musicale : Raoul Labis